# Akumulacja pierwotna kapitału
Akumulacja pierwotna kapitału (niem. ursprüngliche Akkumulation) – akumulacja kapitału, zjawisko charakteryzujące procesy ekonomiczne zachodzące w Europie od XVI do I połowy XIX w. Pierwszy raz terminu użył szkocki ekonomista Adam Smith. Opierając się na głoszonej przez siebie doktrynie zjawisko zanalizował Karl Marx w Kapitale (1867–1883). Według niego jest to historyczny proces oddzielania wytwórcy od środków wytwarzania.
Akumulacja pierwotna odbywała się drogą przymusu pozaekonomicznego. Marks uznał za istotę akumulacji pierwotnej pojawienie się ludzi, pozbawionych środków produkcji i powstanie dostatecznych kapitałów, które mogły być obrócone w cele pozakonsumpcyjne.
Z akumulacją pierwotną są związane takie procesy jak:
- wywłaszczenie chłopów z ziemi
- gromadzenie kapitałów w handlu
- eksploatacja bogactw kolonii zdobytych w wyniku odkryć geograficznych
- ekspansja Europejczyków na inne kontynenty
- polityka protekcjonizmu państwowego
- formowanie się rynku pracy najemnej

W wyniku wielu procesów gospodarczo-społecznych, takich jak np. rugi chłopskie, pojawiali się ludzie pozbawieni środków produkcji, a podstawą ich życia stała się własna siła robocza, którą zmuszeni byli sprzedawać temu, kto w zamian za ich pracę zapewni im środki utrzymania.